# اندرو فایر
اندرو فایر (زاده ۷ آوریل ۱۹۵۹) زیست‌شناس آمریکایی و استاد آسیب‌شناسی ژنتیک در مدرسه پزشکی دانشگاه استنفورد می‌باشد. او در سال ۲۰۰۶ به‌خاطر کشف آران‌ای سرکوبگر، به‌همراه کریگ ملو، برنده جایزه نوبل فیزیولوژی و پزشکی شد. این تحقیق در مؤسسه کارنگی واشینگتن انجام و در سال ۱۹۹۸ منتشر شد.